# Optatam Totius
Optatam Totius – dokument Soboru Watykańskiego II o formacji kandydatów do kapłaństwa w randze dekretu. Został ogłoszony z myślą o odnowie formacji w seminariach duchownych w ramach reformy Kościoła zapoczątkowanej przez Sobór. Dekret został zatwierdzony przez Sobór w ostatnich miesiącach jego pracy. Za przyjęciem było 2318 głosów, przeciw 3. Oficjalnie dekret promulgował papież Paweł VI 28 października 1965 r.

## Historia dokumentu
Wśród dziesięciu komisji przygotowujących Sobór, powołanych 5 czerwca 1960 przez motu proprio «Superno Dei nutu» Jana XXIII, siódmą była komisja «O studiach i seminariach» («de Studiis et Seminariis»). Przewodniczył jej włoski kard. Pizzardo, prefekt Kongregacji Seminariów i Uniwersytetów. Wśród jej 40 członków byli biskupi i rektorzy seminariów. Skład narodowościowy był następujący: 47,5% stanowili Włosi; 17,5% Francuzi; 10% Niemcy; 7,5% Hiszpanie ; 7,5% Amerykanie ; 10% cztery inne narodowości. Członkiem komisji z Polski był biskup łódzki Michał Klepacz.

## Znaczenie i treść
Według kard. Gabriela-Marie Garrone’a, dokument powstał w kontekście ogólnie postrzeganego w latach 60. XX w. kryzysu kapłaństwa. Jego głównym celem była odnowa seminariów duchownych. Odnowa formacji seminaryjnej miała się dokonać dzięki nowemu rozumieniu kapłaństwa i Kościoła, jak zostały one ukazane w soborowej Konstytucji o Kościele Lumen gentium (21 listopada 1964 r.) i dekrecie O życiu i posłudze księży Presbyterorum ordinis (7 grudnia 1965 r.).
Tematy poruszane przez dokument:
- program formacji kapłanów, do wdrożenia w każdym kraju
- konieczność pobudzania powołań kapłańskich
- ustrój seminariów
- formacja duchowa
- studia kościelne
- formacja po okresie seminarium

## Formacja duchowa
W oczach biskupów serce przygotowań do kapłaństwa leżało w prawdziwym życiu duchowym, w formacji duchowej. Stąd rozdział czwarty O formacji duchowej został umieszczony przed rozdziałami dotyczącymi formacji intelektualnej i formacji duszpasterskiej. Był to temat najbardziej wrażliwy i najtrudniejszy do napisania. Każdy z członków komisji miał jakiś dodatek do tekstu. Wśród linii orientacyjnych formacji seminaryjnej, pierwsze miejsce zajęła relacja z Chrystusem, uobecniana w Misterium paschalnym:

Mając przez święcenia upodobnić się do Chrystusa - Kapłana, niech także trybem całego życia przyzwyczajają się przylgnąć do Niego najserdeczniej jako przyjaciele. Paschalną Jego tajemnicę niech tak przeżywają, aby umieli wtajemniczać w nią lud, który ma być im powierzony (OT 8).

W trakcie prac przygotowujących ten rozdział, pierwotnie pominięto nabożeństwo do Najświętszej Maryi Panny. Pominięcie to wywołało lawinę przemówień i interwencji uczestników Soboru. Szczególnie aktywny był biskup Zorza i stu dwóch biskupów z Brazylii. Interweniował także cały episkopat Polski. Według biskupów, nawet wymóg krótkości tekstu nie usprawiedliwiał przemilczenia Matki Wiecznego Kapłana. Komisja zgodziła się dodać zdanie na temat miłości, czci i ufności, jakie każdy seminarzysta ma mieć dla Maryi:

Najświętszą Maryję Pannę, która przez Jezusa Chrystusa umierającego na krzyżu dana została uczniowi za matkę, niechaj z dziecięcą ufnością miłują i czczą (OT 8).

Zaraz potem dodano sugestię, by seminarzyści nie ograniczali się do tradycyjnych nabożeństw, lecz by wyrabiali w sobie ducha Ewangelii:

Ćwiczenia pobożne, zalecone czcigodnym zwyczajem Kościoła, należy gorliwie pielęgnować, starać się jednak trzeba, aby wyrobienie duchowe nie polegało tylko na nich samych i aby nie rozwijało samego tylko uczucia religijnego. Niech alumni uczą się raczej żyć według wzoru Ewangelii, umacniać się w wierze, nadziei i miłości, aby praktyką tych cnót wyrobili w sobie ducha modlitwy, osiągnęli siłę i umocnienie swego powołania, zdobyli zapał do innych cnót i wzrastali w gorliwości o pozyskiwanie dla Chrystusa wszystkich ludzi.

W numerze ósmym omówiono także ćwiczenia duchowne, życie teologalne, gorliwość seminarzystów.
Pozostałe tematy tego rozdziału są następujące:
- Numer 9: Tajemnica Kościoła w życiu duchowym, służba, stawienie czoła trudnościom posługi kapłańskiej.

Alumni winni doskonale rozumieć, że nie są przeznaczeni do panowania i do zaszczytów, ale że poświęcają się całkowicie na służbę Bogu oraz posługę duszpasterską.

- Numer 10: Celibat i cnota czystości:

Obowiązki i godność małżeństwa chrześcijańskiego, które przedstawia miłość między Chrystusem a Kościołem (por. Ef 5,22-33), niech alumni należycie poznają, niech jednak uświadomią sobie wyższość dziewictwa poświęconego Chrystusowi tak, aby po przemyślanym dobrze i wielkodusznym wyborze, poświęcili się Panu z całkowitym oddaniem ciała i duszy.

- Numer 11: Dojrzałość, doskonalenie siebie, korzystanie z wolności, relacje z przełożonymi, regulamin seminarium, cisza.
- Numer 12: Formacja duchowa, etapy, diakonat[4].